# Juego de las cabezas
El juego de las cabezas era un entretenimiento que se practicaba a caballo y consistía en atacar unas cabezas de cartón con diferentes armas.
Los alemanes usaron este juego antes que los franceses y tuvo su origen de las guerras que tuvieron con los turcos los primeros. Se ejercitaban para esto los soldados con las figuras de cabezas de turcos y de moros contra las que arrojaban el dardo y disparaban la pistola cogiéndolas otras veces de tierra con la punta de la espada para acostumbrarse a recoger después las cabezas de sus compañeros que se llevaban los turcos y por las cuales tenían una cierta recompensa sus oficiales.
En el juego de las cabezas se hace uso de la lanza, del dardo, de la espada y de la pistola. La lanza se compone del asta, el toral o roca, el adorno, la empuñadura y la maza. Su largura debe ser de seis pies, poco más o menos. El dardo es un asta pequeña de madera muy dura o un palo de cerca de tres pies de largo con un hierro aguzado en la punta. A este palo se le ponen unas tachuelillas doradas hacia la empuñadura para señalar el punto por donde hay que cogerlo y mantenerlo en equilibrio.

## Preparación del juego
En un juego de cabezas bien ordenado se ponen cuatro comúnmente y éstas se hacen siempre de cartón y del tamaño de la de un niño de seis a ocho años.
- La primera cabeza, que es la de la lanza, se pone sobre una especie de candelero de hierro llamado pilar que se fija en la pared o en un pie derecho de los que aseguran las vallas del picadero. Este pilar tiene juego y movimiento, y gira a uno y otro lado por medio de dos puntos o sobre dos pernios: su largo debe ser de dos pies y ha de estar como a ocho de distancia del suelo.
- La segunda es una cabeza que representa la de medusa. Esta ha de ser siempre plana y del ancho de un pie, poco más o menos, la cual se pega a una tabla fuerte y un poco más grande que la misma, conocida también bajo el nombre de broquelan, que se fija en lo alto de un pilar de madera que debe tener como unos cinco pies de altura o bien se sitúa encima de la valla o barrera del picadero.
- La tercera cabeza, que es la de la pistola, representa la de un moro y se pone como la de medusa, esto es, en lo alto de otro pilar de madera de la misma altura o sobre la valla del mismo picadero.
- La cuarta cabeza es la de la espada, la cual se coloca en tierra sobre un montoncito de arena que la levante algo del suelo o sobre un pilarillo y a unos dos pies y medio de la pared o de la barrera.

Para colocar bien las cabezas se ha de atender, ante todo, a la longitud del picadero, que debe ser un cuadrilongo de cerca de ciento veinte pies de largo y treinta y seis de ancho. Esto supuesto, la cabeza de la lanza debe situarse en los dos tercios de la carrera, es decir, a ochenta pies del rincón o ángulo del picadero por donde se toma la primera media vuelta. La cabeza de medusa debe ponerse a cinco pies de la pared, al mismo lado que la de la lanza y casi en el medio o en el medio mismo del largo del picadero. Esto se entiende si el sitio de la carrera estuviese cerrado con paredes pero cuando solo está atajado con vallas o barretas se pone sobre la misma valla o sobre un pilar de madera, igual que la cabeza de la pistola o del moro y a su lado opuesto. La cabeza del moro se pone al mismo lado que la de la espada, en frente del medio que forman la de la lanza y la de medusa y sobre un pilar de madera, como ya se dijo, o sobre la valla del picadero. 
La cabeza de la espada se pone en tierra o sobre un pilarillo, como acabamos de decir, al mismo lado que la del moro, a dos pies y medio de la pared o de la valla y como a unos cuarenta del rincón del picadero donde se acaba la carrera.
Cuando se hace uso de la pistola, se fija un cartón en la pared a la altura de un hombre puesto a caballo y se tira al mismo cartón: otros disparan la pistola a la cabeza del moro, en lugar de servirse del dardo por ser de más uso y utilidad la pistola para la guerra que aquel instrumento.

## Desarrollo del juego

### La lanza
Una cosa muy difícil en el juego de las cabezas es levantar la lanza con garbo: es preciso para esto que se coloque el caballero como tres cuerpos de caballo separado del rincón o ángulo del picadero donde debe empezar la primera media vuelta, que mantenga su caballo algún tiempo parado y recto en este mismo sitio, la lanza en la mano derecha y un poco inclinada de punta por encima de la oreja derecha del caballo, y apoyada la maza sobre el medio del muslo; que es lo que se dice tener presentada la lanza al сaballero.
Antes de partir, que debe ser a un galope corto y unido, ha de empezar a levantar el brazo de la lanza, que es el principio de este manejo. Para esto debe extender todo el dedo índice a lo largo de la empuñadura, colocar el codo a la misma altura del hombro y el brazo reciamente hacia adelante desde el codo hasta el puño o la muñeca de manera que desde el hombro hasta el codo y desde el codo hasta el puño forme el mismo brazo un ángulo recto. 
Colocada de este modo la lanza en la media vuelta, debe observar después el caballero los movimientos necesarios para elevarla con garbo cuando va a la cabeza y para esto hay cuatro tiempos principales. El primero se forma bajando un poco el dedo índice y el puño de la mano, levantando al mismo tiempo un poco el codo y cuidando de que la punta de la lanza no varíe ni se tuerza. Después ha de ir bajando poco a poco el brazo hasta juntarlo naturalmente con el cuerpo lo que hace el segundo tiempo, y echando luego un poco el puño hacia afuera, sin dejar atrás ni llevar hacia adelante el brazo, levanta este enfrente de su cuerpo y lo extiende hasta igualarlo con el hombro y haciendo luego jugar solamente la mitad del brazo, esto es, desde el codo hasta el puño, sube la 
mano hasta igualarla o dejarla de nivel con la cabeza, lo que hace el tercer tiempo. El cuarto se forma volviendo el caballero la mano uñas adentro y bajando insensiblemente la lanza hasta dejarla en la misma posición en que estaba antes de que empezara a elevarla, esto es, con el codo a la altura del hombro.
La carrera de la cabera de la lanza se divide siempre en tres partes: 
- en la primera, se lleva al caballo en un galope corto desde el rincón hasta el tercio de la línea
- después, se le escapa y va bajando entretanto la punta de la lanza el caballero hasta llegar a la cabeza que corre y, alargando entonces un poco el brazo, le da una limpia lanzada con la que la arranca del pilar y se la lleva.
- hecho esto recoge inmediatamente al caballo en un galope corto y sube recto y extendido el brazo con la lanza en la mano para mostrar en la punta de la misma lanza la cabeza que ha cogido y así va siempre hasta parar al caballo con una bella corveta en el rincón del picadero.

### El dardo
Concluido este manejo, deja el caballero la lanza y toma uno de los dos dardos que debe llevar debajo de los muslos asegurados con las rodillas y colocados de manera que las puntas de uno y otro dardo asomen por detrás y mirando a la grupa del caballo. Luego, lleva el dardo hacia adelante con el brazo libre, extendido y un poco más alto que su misma cabeza y observando que la punta del dardo vaya del lado del codo y el mango, que es su parte opuesta, un poco más alto que la punta y sobre la oreja izquierda del caballo en cuya posición vuelve por el medio del picadero y pasa por delante de la cabezа de la lanza para ir a la cabeza de medusa y aquí da una vuelta al dardo para presentarlo de punta y arrojarlo, acción en la que debe retirar un poco el brazo para despedirlo con más fuerza.
Después de haber arrojado el dardo, el caballero vuelve inmediatamente al caballo para ir a la otra pared y formando la tercera media vuelta en el rincón del lado de la calera de la espada hace el mismo manejo con el dardo, arrojándolo de la propia manera a la cabeza del moro o de la pistola que a la de medusa; cuya tabna. del moro se corre asimismo con la pistola. 

### La espada
Hecho todo esto, vuelve al instante el caballero su caballo y al llegar a la otra pared, empieza la cuarta media vuelta. Para esto, saca con aire la espada por encima del brazo izquierdo y nunca por debajo porque así podría herirse en la muñeca izquierda, y la coloca recta y elevada subiendo y extendiendo a este fin el brazo, en cuya posición mueve la espada, de cuando en cuando, a uno y otro lado para que brille y parte a rienda suelta, así como llega a la tercera parte de la carrera, hasta la misma cabeza de la espada descolgando prontamente el cuerpo sobre la espalda derecha del caballo y colocando el puño uñas abajo, hace entrar la espada en la cabera y la levanta volviendo el puño uñas arriba, del pilarillo o del suelo. Luego levanta en esta misma posición el brazo hasta ponerlo a nivel del codo y después lo sube bien extendido y con mucha naturalidad para mostrar la cabeza que ha cogido en la punta de la espada cuando acaba la carrera.
Tres cosas esenciales deben observarse rigurosamente en el juego o en las corridas de las cabezas, que son 
- el no galopar al caballo trocado ni desunido
- el no dejar caer el sombrero por tierra
- el no perder el estribo

Si alguno de estos casos sucede, es pérdida y desgraciada la acción aun cuando hubiese acertado el caballero todas las cabezas: por esto conviene antes de empezar estos ejercicios, colocarse y afirmarse bien en la silla y en los estribos, y el requerir el sombrero. Es preciso también llevar un poco más largas las riendas de la brida en estos lances que en los manejos de picadero para dar libertad al caballo y más facilidad de extenderse sin que por esto se le abandone el apoyo de la boca, que es el que asegura al caballero y al caballo en la carrera.